# Comuna Cornetu, Ilfov
Cornetu (în trecut, și Buda-Cornetu) este o comună în județul Ilfov, Muntenia, România, formată din satele Buda și Cornetu (reședința).

## Așezare
Comuna se află în sud-vestul județului, pe malul stâng al râului Argeș (acolo unde acesta formează lacul de acumulare Mihăilești) și pe malurile Sabarului. Este traversată de șoseaua națională DN6, care leagă Bucureștiul de Alexandria. Această șosea trece, la limita comunei, peste barajul care formează lacul de acumulare Mihăilești, pe râul Argeș.

## Demografie
Componența etnică a comunei Cornetu
     Români (83,29%)
     Romi (3,8%)
     Alte etnii (0,11%)
     Necunoscută (12,8%)
Componența confesională a comunei Cornetu
     Ortodocși (84,21%)
     Alte religii (1,68%)
     Necunoscută (14,12%)
Conform recensământului efectuat în 2021, populația comunei Cornetu se ridică la 7.389 de locuitori, în creștere față de recensământul anterior din 2011, când fuseseră înregistrați 6.324 de locuitori. Majoritatea locuitorilor sunt români (83,29%), cu o minoritate de romi (3,8%), iar pentru 12,8% nu se cunoaște apartenența etnică. Din punct de vedere confesional, majoritatea locuitorilor sunt ortodocși (84,21%), iar pentru 14,12% nu se cunoaște apartenența confesională.

## Politică și administrație
Comuna Cornetu este administrată de un primar și un consiliu local compus din 15 consilieri. Primarul, Adrian Eduard Stoica[*], de la Coaliția Națională pentru România, este în funcție din 2000. Începând cu alegerile locale din 2024, consiliul local are următoarea componență pe partide politice:
|  | Partid                            | Consilieri | Componența Consiliului | Componența Consiliului | Componența Consiliului | Componența Consiliului | Componența Consiliului | Componența Consiliului | Componența Consiliului | Componența Consiliului | Componența Consiliului | Componența Consiliului | Componența Consiliului |
|  | --------------------------------- | ---------- | ---------------------- | ---------------------- | ---------------------- | ---------------------- | ---------------------- | ---------------------- | ---------------------- | ---------------------- | ---------------------- | ---------------------- | ---------------------- |
|  | Coaliția Națională pentru România | 11         |                        |                        |                        |                        |                        |                        |                        |                        |                        |                        |                        |
|  | Alianța pentru Unirea Românilor   | 3          |                        |                        |                        |                        |                        |                        |                        |                        |                        |                        |                        |
|  | Uniunea Salvați România           | 1          |                        |                        |                        |                        |                        |                        |                        |                        |                        |                        |                        |

## Istorie
Conform coordonatelor transmise de Ptolemeu (Claudios Ptolemaios, n. 100, m. 170 d. Hr.), undeva, în preajma comunei Cornetu (sau către Popești (Mihăilești) și Dărăști ?), se găsea cetatea geto-dacică Sornon ori Sornum, încă neidentificată pe teren. Cetatea se găsea pe teritoriul unui important trib geto-dacic, acela numit Ordessenses de către Ptolemeu.  Dealtfel în apropiere, către Bragadiru, au fost descoperite urmele unei așezări geto-dacice “peste care s-a suprapus un sat din secolul al X-lea.
Radu VI (VII) de la Afumați (1521 – 1529 – cu întreruperi) 1522 - 1523. În acest interval principele-domnitor Radu de la Afumați a purtat mai multe bătălii împotriva “agarenilor” (otomanilor), în imediata vecinătate a actualei localități Cornetu, pe ambele maluri ale Argeșului. Astfel, conform inscripției de pe lespedea sa tombală, lupte importante a purtat la Grumazi (1522 – 1523?) și la Ștefeni (1523), toponime identificate între Neajlov și Argeș, la S-SV de Cornetu și Buda. Alte bătălii a purtat la Clejani (1522 – 1523 ?), Gubavi și Hulubești.
Înainte de urcarea domnitorului Mihai Viteazul pe tronul Țării Românești, exista pe câmpul dintre Argeș și Sabar o așezare, numită Măicănești, cu populație formată din moșneni (țărani liberi cu pământ).
În timpul domniei lui Mihai Viteazul mulți dintre aceștia și-au pierdut libertatea și pământul, devenind iobagi.
În vremea lui Matei Basarab, mulți tărani au fugit de pe moșii, iar cei care au rămas și aveau pămant, au început să și-l vândă, pentru a supraviețui.
Între anii 1640-1671 sunt pomeniți boierii acelei vremi care au cumpărat "funiile" de pământ ale țăranilor: Manu Negustoru, Ghiora Căpitan și Stroe Leordean.
Părăsirea localității de către măicăneșteni a determinat pe boierii ce cumpărasera "funiile" țăranilor să aduca oameni de peste Carpați, pentru a-și asigura brațe de muncă.
Noii veniți și-au făcut locuințele, undeva la vest de vechea vatră a satului Măicănești, lângă o pădure de corni, de unde a provenit și noua denumire a satului: Cornetu.
La sfârșitul secolului al XIX-lea, comuna Cornetu făcea parte din plasa Sabarul a județului Ilfov și era formată doar din satul de reședință, cu 1222 de locuitori și 248 de case. În comună funcționau o școală mixtă cu 21 de elevi și o biserică ortodoxă. Satul Buda era reședința unei alte comune, denumită Buda-Prisiceni, formată din satele Buda, Poșta și Drugănești, totalizând 1232 de locuitori, 278 de case și un bordei. În comuna Buda-Prisiceni existau 2 școli mixte, 2 biserici (una în Buda și una în Drugănești), precum și un pod peste Argeș. În 1925, cele două comune erau deja unite, într-o singură comună, denumită Buda-Cornetu, cu reședința la Buda și arondată plășii Domnești din același județ. Comuna avea 4336 locuitori și era formată din satele Buda, Cornetu-Glăgăveanu, Cornetu din Vale, Drăgănescu și Poșta. Comunele Buda și Cornetu s-au separat din nou, temporar, în 1931.
În 1950, comuna a fost inclusă în raionul V.I. Lenin al orașului republican București, din care a făcut parte până în 1968. În 1968, comuna Cornetu a fost arondată județului Ilfov, reînființat, pentru ca în 1981, la o reorganizare administrativă, să devină parte din județul Giurgiu, pentru 4 ani, înainte de a fi transferată Sectorului Agricol Ilfov, din subordinea municipiului București, sector devenit în 1998 județul Ilfov.

## Monumente istorice
Două obiective din comuna Cornetu sunt incluse în lista monumentelor istorice din județul Ilfov, ca monumente istorice de interes local, ambele fiind clasificate ca situri arheologice — așezarea geto-dacică de pe malul sudic al Sabarului și fundațiile bisericii din Cornetu (secolele al XVII-lea–al XVIII-lea).